# Sân bay quốc tế Presidente Castro Pinto
Sân bay quốc tế Presidente Castro Pinto (IATA: JPA, ICAO: SBJP) (tiếng Bồ Đào Nha: Aeroporto Internacional Presidente Castro Pinto) là một sân bay phục vụ João Pessoa, một thành phố ở bang Paraíba của Brasil. Sân bay này có một đường băng dài 2.515 m bề mặt nhựa đường.

## Các hãng hàng không và các điểm đến
Hiện có các hãng hàng không sau đang hoạt động tại sân bay quốc tế Presidente Castro Pinto:
- Gol Transportes Aereos (Recife, Rio de Janeiro-Galeão)
- OceanAir (Brasília)
- TAM Airlines (Recife, Rio de Janeiro-Galeão, Salvador)